# Morfin
Morfin (alternativ stavemåde morphin) er et alkaloid opioid, der forekommer i opiumvalmuen (Papaver somniferum) og udgør sammen med kodein de to naturligt forekommende terapeutisk anvendte opiater. Morfin er et kraftigt smertestillende lægemiddel, der bruges til behandling af stærke smerter.

## Historie
Stoffet blev første gang isoleret fra opium i 1804 af den tyske farmaceut Friedrich Serturner. Han kaldte stoffet Morphium efter Morfeus, den græske gud for søvn og drømme. Med opfindelsen af den medicinske sprøjte i 1853 begyndte man for alvor at anvende stoffet, oftest for at "kurere" afhængighed af opium eller alkohol.
Stoffet blev brugt meget i forbindelse med den amerikanske borgerkrig, og over 400.000 soldater fik "soldatersygdommen", hvilket vil sige, at de blev afhængige af stoffet. Flere kendte personer har lidt samme skæbne, f.eks. Charlie Parker, Bela Lugosi, Hank Williams, Hermann Göring og William S. Burroughs. På grund af den stærkt vanedannende effekt undgår man i dag at bruge stoffet til længerevarende behandling. Kortvarig brug i en klinisk akut situation er dog stadig tilrådeligt og ikke vanedannende.

## Lægemidler med morfin på det danske marked
I Danmark fås morfin kun på recept og i lægemidlerne:
- Contalgin® [8]
- Depolan® [9]
- Doltard® [10]
- Malfin® [11]
- Morfin "DAK" [12]

På de danske sygehuse fås morfin i:
- Bupivacain-morfin "SAD", Komb. [13]
- Morfin "SAD" [14]
- Skopolamin-morfin "SAD", Komb. [15]